# Chauliognathus pallidus
Chauliognathus pallidus là một loài bọ cánh cứng trong họ Cantharidae. Loài này được Waterhouse miêu tả khoa học năm 1878.